# Leaders of the Free World
Leaders of the Free World – trzeci album studyjny rockowego zespołu Elbow, wydany w 2005 r. przez V2 Records. Album ten osiągnął 12 miejsce na brytyjskie liście albumów. Leaders of the Free World został w całości wyprodukowany przez zespół w studiu Blueprint Studios w Salford koło Manchesteru wynajętym przez zespół na czas nagrywania materiału.
Zespół zgłosił się do artystów grafików The Soup Collective, by wyprodukować zintegrowane video-muzyczne DVD. Edycja z płytą DVD była limitowana. Japońska wersja bogatsza jest o dwa utwory: "McGreggor" i "The Good Day" (oba zostały także wydane na singlu "Forget Myself").
Utwór "Mexican Standoff" został także nagrany po hiszpańsku. Wersja ta znalazła się na singlu "Leaders of the Free World".
Album uzyskał status złotej płyty 24 kwietnia 2009 r.

## Lista utworów

### CD
1. "Station Approach" – 4:22
2. "Picky Bugger" – 3:07
3. "Forget Myself" – 5:22
4. "The Stops" – 5:03
5. "Leaders of the Free World" – 6:11
6. "An Imagined Affair" – 4:43
7. "Mexican Standoff" – 4:01
8. "The Everthere" – 4:13
9. "My Very Best" – 5:33
10. "Great Expectations" – 5:05
11. "Puncture Repair" – 1:48

### DVD
1. "Station Approach"
2. "Mexican Standoff"
3. "The Everthere"
4. "The Stops"
5. "Leaders of the Free World"
6. "Picky Bugger"
7. "McGreggor"
8. "Great Expectations"
9. "Forget Myself"
10. "Puncture Repair"

## Personel

### Elbow
- Guy Garvey,
- Mark Potter,
- Craig Potter,
- Pete Turner,
- Richard Jupp.